# Pietro Foscari

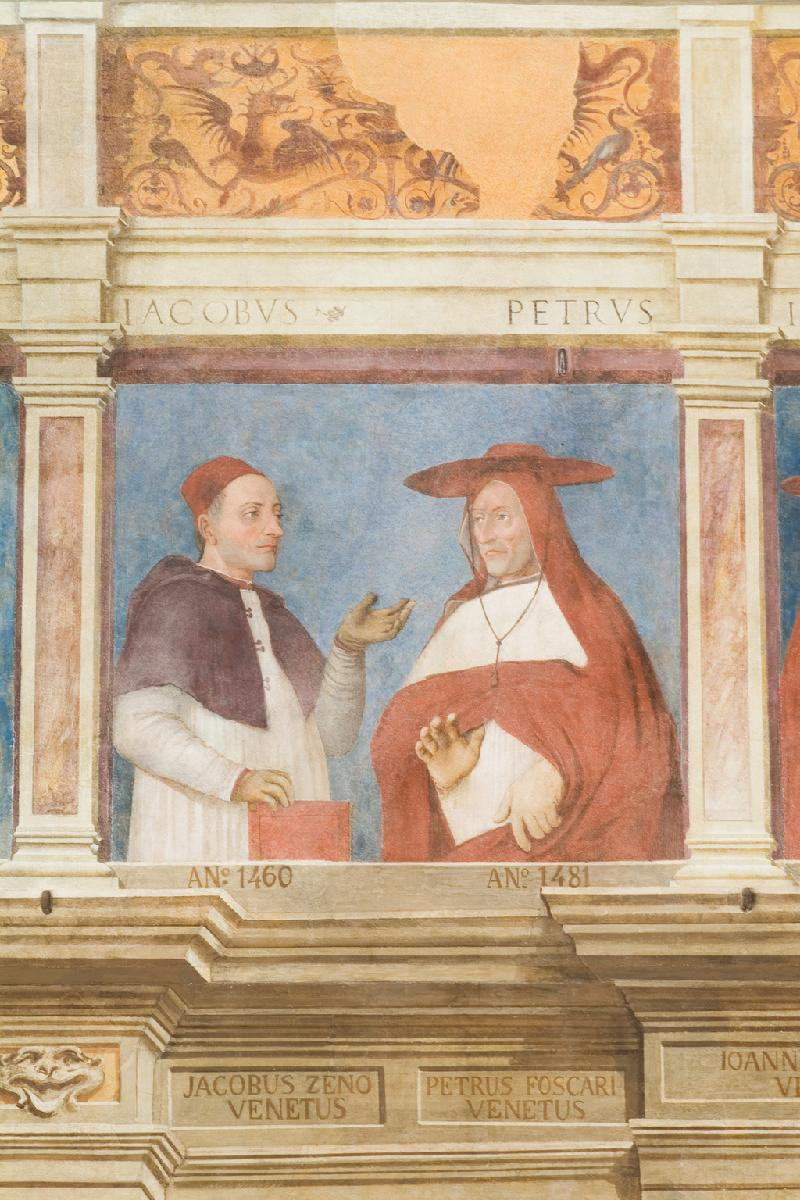
Bartolomeo Montagna, Porträts von Bischof Jacopo Zeno (links) und Kardinal Pietro Foscari (rechts), Palazzo Vescovile, Padua

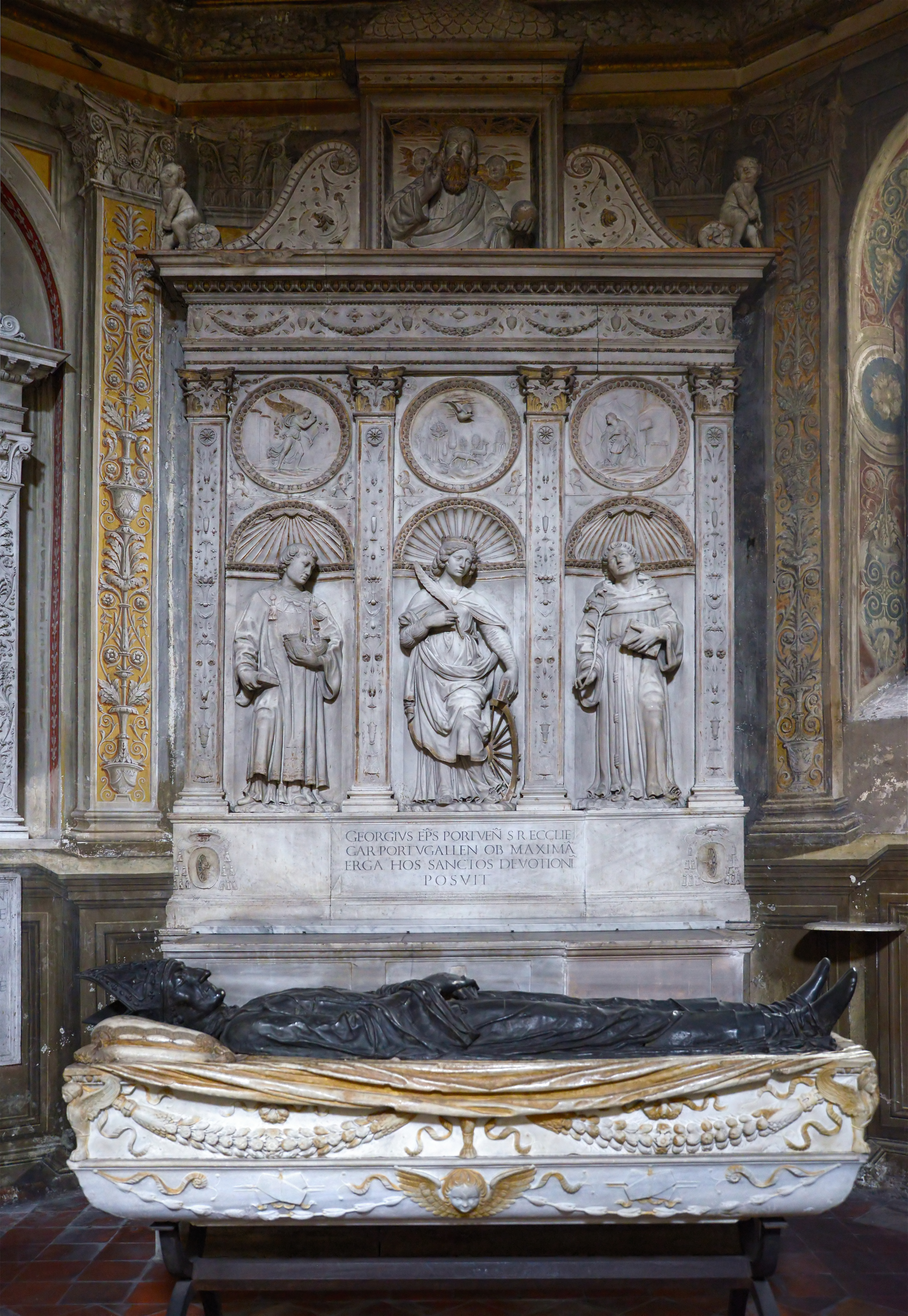
Grabmal des Kardinals (Kirche Santa Maria del Popolo, Capella Costa, Rom)

Pietro Foscari (* etwa 1417 in Venedig; † 11. August 1485 in Viterbo) war ein italienischer Geistlicher.

## Leben
Foscari war der Sohn des Prokurators Marco Foscari und seiner Frau Magherita Marcello. Sein Onkel Francesco Foscari war Doge von Venedig.
Von seiner Jugend an begann er eine geistliche Laufbahn einzuschlagen und wurde Abt des Klosters der Heiligen Cosmas und Damian in Zadar. Papst Nikolaus V. verlieh ihm im Juni 1447 den Titel eines Apostolischer Protonotar. 1448 wurde er Kanoniker des Domkapitels der Kathedrale von Padua. 1452 Primicerius im Kathedralkapitel am Markusdom und Primicerius der Abtei Santi Filippo e Giacomo. 1454 erhielt er das Doktorat im kanonischen Recht.
Am 14. November 1455 wurde er zum Bischof von Trevisio ernannt. Er trat das Amt aber nicht an und Marco Barbo übernahm das Amt. 1457 dankte sein Francesco Foscari ab und seine kirchliche Karriere kam für 20 Jahre ins Stocken. Trotzdem 1468 taucht er als Protonotar einer päpstlichen Urkunde auf.
Papst Paul II. stammte aus Venedig und war wegen der Erhebung des Zehntes für Geistliche mit der Republik in Konflikt. Foscari war, im Gegensatz zum Papst und obwohl von der Republik in seiner kirchlichen Karriere nicht unterstützt wurde, im Einklang mit den venezianischen Positionen. Für den Papst war die Kandidatur von Foscari für den Kardinalshut eine Gelegenheit ein Mitglied der venezianischen Führungsschicht in sein Umfeld zu bringen. Am 25. März 1471 ernannte Papst Paul II. ihn zum Kardinal in pectore. Da der Papst im selben Jahr starb, ohne seinen Namen öffentlich zu machen, blieb die Ernennung ohne Bedeutung und er durfte am Konklave 1471 nicht teilnehmen. Danach schlug Venedig Foscari erneut als Kardinal vor und unterstützte ihn nachdrücklich. Am 10. Dezember 1477 erhob Sixtus IV. ihn zum Kardinal. Am 12. Dezember 1477 wurde ihm die neu geschaffene Titelkirche San Niccola fra le Immagini zugeordnet. Den Galero erhielt er am 6. April 1478.
Zwischen 1. April 1478 und 17. September 1479 war er Apostolischer Administrator des Erzbistums Split. Da das Einkommen sehr gering war tauschte er es gegen die Abtei San Benedetto di Leno in der Diözese Brescia.
Im Februar/März/April 1480 konnte er und sein Bruder Alvise eine Annäherung zwischen Kurie und Venedig organisieren. Das Ergebnis war ein Bündnis- und Verteidigungsvertrag. Venedig ernannte mit Zaccaria Barbaro einen Botschafter an der Kurie. Dadurch trat Foscari in den Hintergrund.
Am 15. April 1481 wurde er zum Apostolischen Administrator des Bistums Padua ernannt.
Er nahm am Konklave 1484 teil, welches Innozenz VIII. wählte.
Als einziger venedischer Kardinal des 15. Jahrhunderts hatte er keine familiäre Bindung zum Papst, der ihn ernannte, und den Patrizierfamilie Condulmeren und Babos.
Er starb bei einer Kur wegen eines Magenleidens in den Thermen von Bacucco Viterbo und wurde in Santa Maria del Popolo in Rom bestattet.